# Долговашке Гориці
Долговашке Гориці (словен. Dolgovaške Gorice) — поселення в общині Лендава, Помурський регіон, Словенія. Висота над рівнем моря: 266,6 м.